# عنایت خان

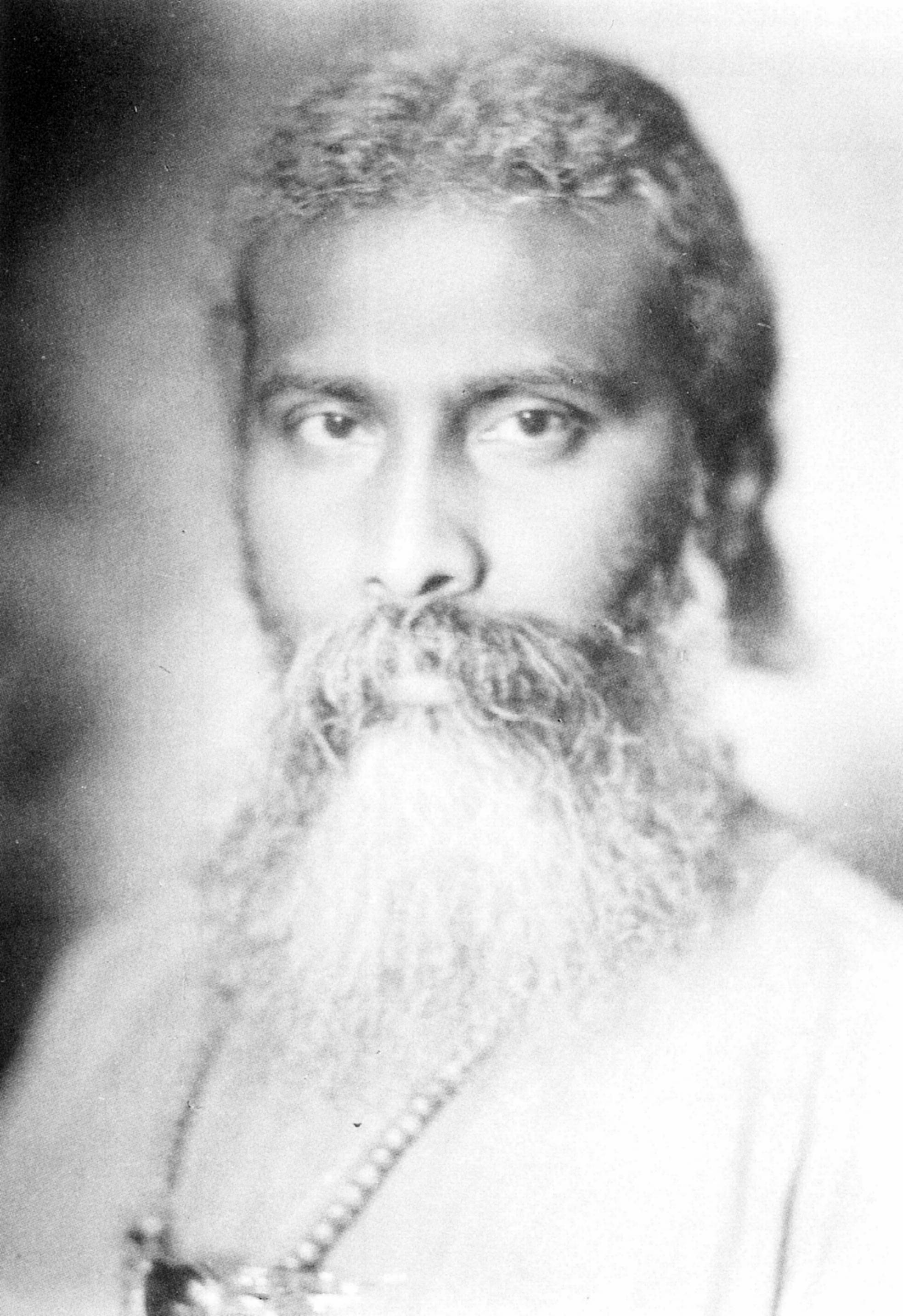
عنایت خان رحمت خان (5 ژوئیه 1882 - 5 فوریه 1927) استاد موسیقی شناسی هندی ، خواننده ، شاعر ، فیلسوف و پیشگام انتقال تصوف به غرب بود.

عنایت خان (۱۸۸۲ در اوتار پرادش – ۱۹۲۷ در دهلی) Inayat Khan Rehmat Khan Pathan، از مؤسسان آیین صوفی گری در غرب و معلم صوفی گری جهانی ست. او در ابتدا به عنوان موسیقی دان سنتی هند به غرب سفر کرد اما خیلی زود به انتقال تعالیم صوفی گری روی آورد. "جنبش بین‌المللی صوفی" "International Sufi Movement" را در سوئیس تأسیس کرد.

## زندگانی

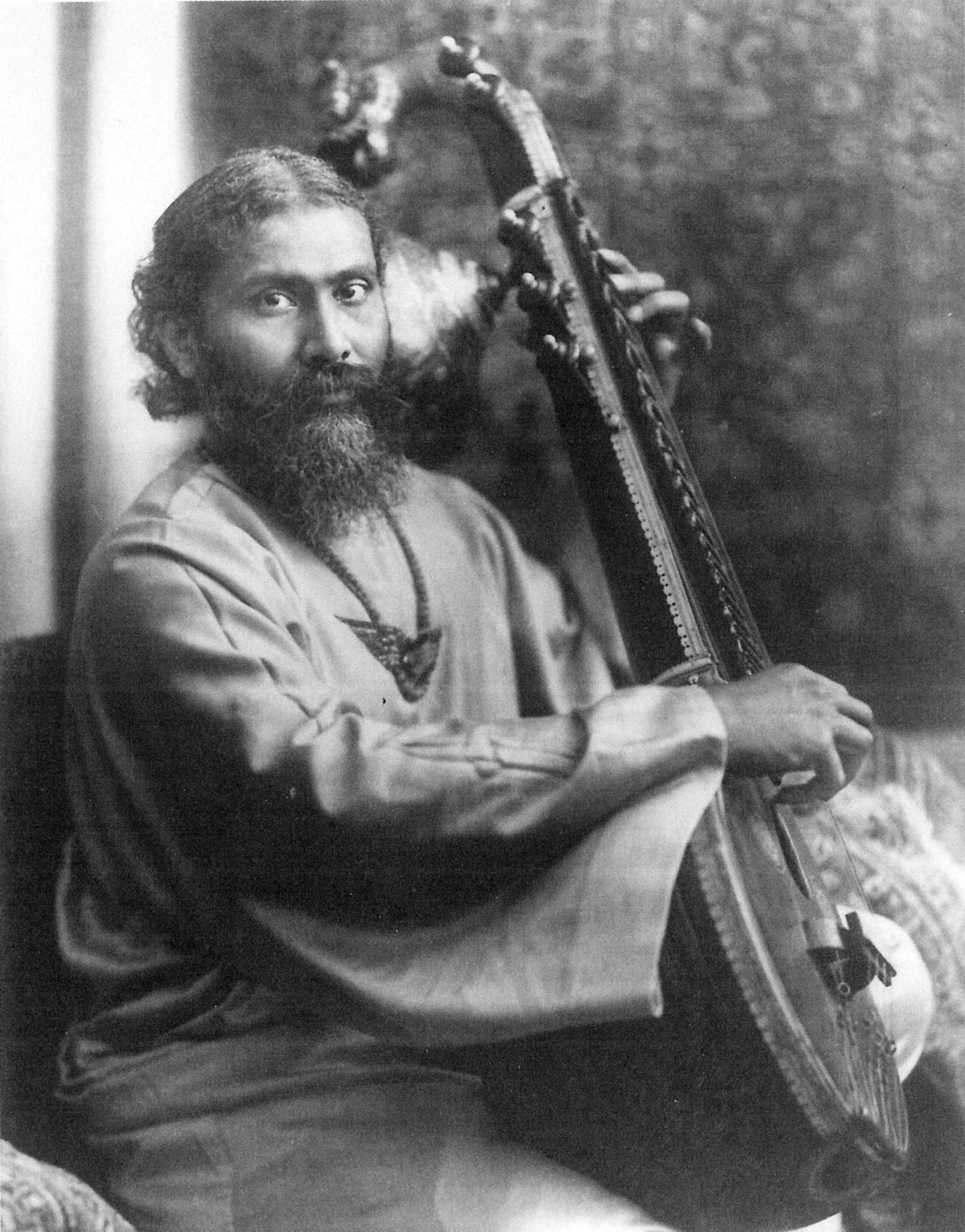
عنایت خان در حال نواختن سه تار

عنایت خان در اوتار پرادش در خانواده‌ای موسیقی دان متولد شد. پدرش عماد خان در نواختن سه‌تار مهارت زیادی داشت و آموزش موسیقی عنایت خان را برعهده گرفت او نواختن سه تار را با سبکی به نام عمادخانی قرانا یا اتاوه قرانا به او آموخت. که این سبک برگرفته از نام روستای کوچکی به نام اتاوه نزدیگ آگرا می‌باشد. پدر عنایت خان با باسیران بی‌بی دختر خیال خواننده معروف هندی ازدواج کرد.

## درگذشت
عنایت خان در سن جوانی درگذشت از او چهار فرزند باقی ماند. دو پسرش به نام‌های ولایت خان و امرات توسط افراد فامیل سه تار و سه‌تار هندی را در سبک عمادخوانی فراگرفتند. ولایت خان در نواختن سه‌تار و امرات در نواختن سه‌تار هندی مهارت دارند و هر دو از نوازندگان معروف موسیقی سنتی می‌باشند.

### ----

#### آثار
کتابهای به جا مانده از عنایت خان به شرح زیر می‌باشد:
- Inayat Khan, Hazrat (Prof. 'Ināyat-khān flahmat-khān Pathān). Inäyat gīt ratnāvalī. Baroda and Mumbai: The Auspices of the Government of Sayājīrāo Maharaja Gaekwar, 1903. (Gujarati)
- Inayat hārmoniyam siksak pustak pahalā. Baroda and Mumbai: The Auspices of the Government of SayājMo Mahāiäjā Gāekwār, 1903. (Gujarati. Scores and songs)
- Inayat phidd, siksak. Baroda and Mumbai: The Auspices of the Government of Sayājīrāo Maharaja Gāekwār, 1903. (Gujarati. Scores)
- Minqār-i mūslqār. Allahabad: Indian Press, 1912. (Urdu. Encyclopedia of Indian music and dance).
- A Sufi Message of Spiritual Liberty. London: The Theosophical Publishing Society, 1914. pdf
- Songs of India. London: The Sufi Publishing Society, 1915. pdf
- Hindustani Lyrics. London: The Sufi Publishing Society, 1919. pdf
- "Pir-o-Murshid's Address." The Sufi Quarterly, January, 1920.
- The Unity of Religious Ideals. London: The Sufi Movement, 1921.
- The Way Of Illumination. London. 1924 pdf
- Nirtan or the Dance of the Soul. London: The Sufi Movement, 1928.
- The Divine Symphony or Vadan. London/Southampton: The Sufi Movement, 1931.
- Rasa Shastra: The Science of Life's Creative Forces. Deventer: Kluwef, 1938.